# Ruta Provincial 43 (Santa Cruz)
La Ruta Provincial 43 San Juan Bosco, (ex Ruta Provincial 520) es una carretera de Argentina que se comienza en el departamento Deseado al noreste de la provincia de Santa Cruz. Su recorrido total es de 373 kilómetros, de los cuales se encuentran totalmente asfaltado. Teniendo como extremos la Ruta Nacional 3 y la Ruta CH-265 de Chile. Es una ruta dividida en dos ya que en el km 298 corta la Ruta Nacional 40 unos 11 km, luego de esto sigue 60 km a la vera del Lago Buenos Aires.
Esta extensa ruta que recorre de este-oeste y viceversa es un gran conector de las localidades y pueblos del Valle del Río Deseado, en la Cuenca del Golfo San Jorge a las grandes urbes, como Caleta Olivia y Comodoro Rivadavia, es utilizada mayoritariamente por transportes petroleros debido a los campos y yacimientos ubicados en sus cercanías. Finaliza en el Paso Río Jeinemeni, ubicado a 2 km de Los Antiguos, siendo su continuación la Ruta CH-265 en territorio chileno.
El 3 de septiembre de 1935 la flamante Dirección Nacional de Vialidad presentó su primer esquema de numeración de rutas nacionales. En este plan la Ruta Nacional 279 se extendía por toda la calzada de la RP 43 pero solo desde Fitz Roy hasta Perito Moreno.

## Localidades
Los pueblos y ciudades por los que pasa este ruta de este a oeste son:

### Provincia de Santa Cruz
Recorrido: 358 km (km 0 a 358).
- Departamento Deseado: Fitz Roy (km 0-1), Pico Truncado (km 57-63), Koluel Kaike (km 83-84) y Las Heras (km 139-145)

- Departamento Lago Buenos Aires: Perito Moreno (km 298-299) y Los Antiguos (km 352-356).

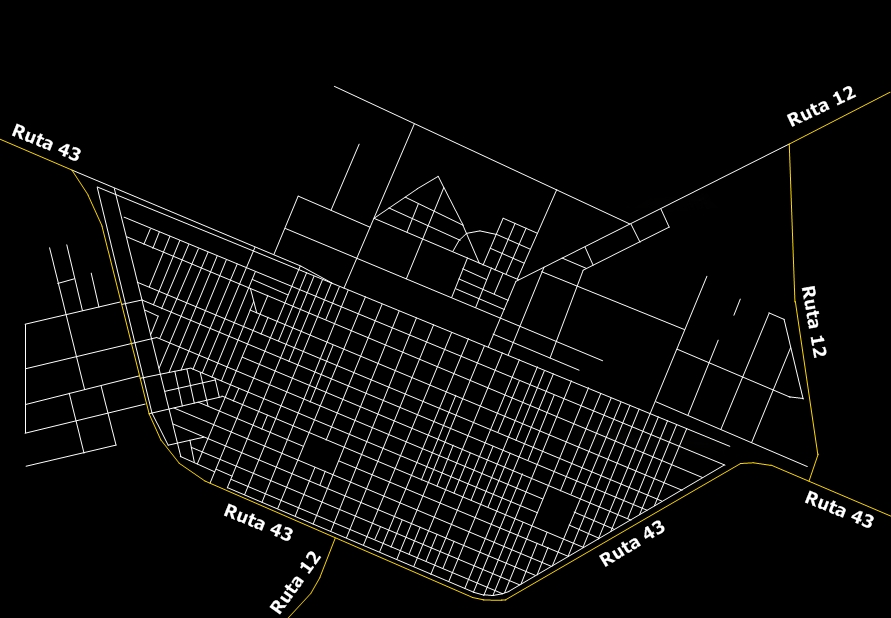
La RP 43 en su paso por Pico Truncado, se produce un cruce con la RP 12.